# Norape ovina
The White Flannel Moth (Norape ovina) là một loài bướm đêm thuộc họ Megalopygidae. In Hoa Kỳ, it is found from Washington phía nam đến Florida, phía tây đến Montana và Texas. Its range extends further phía nam through México, Guatemala và Panama to Venezuela, Surinam và Bolivia.

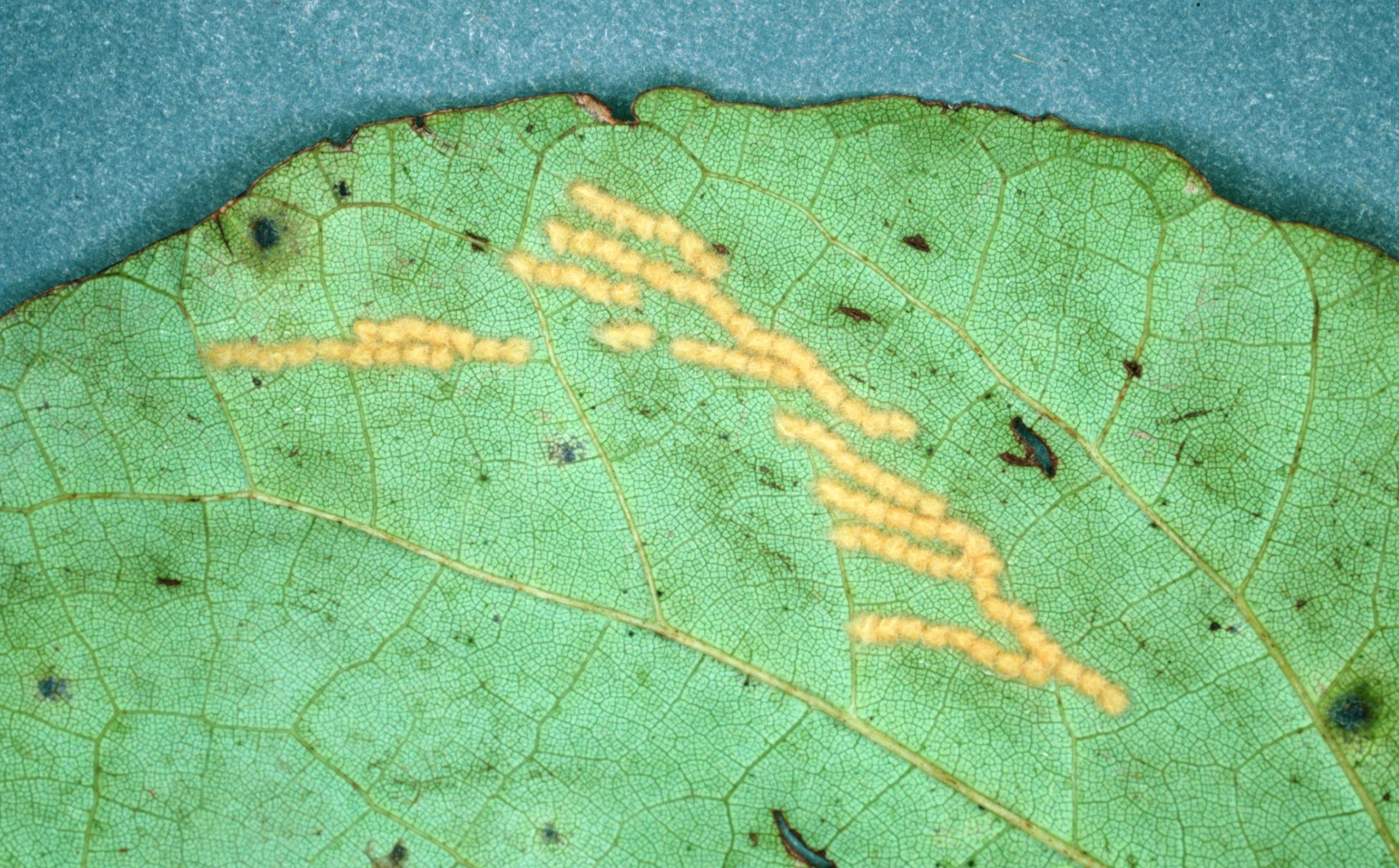
Trứng

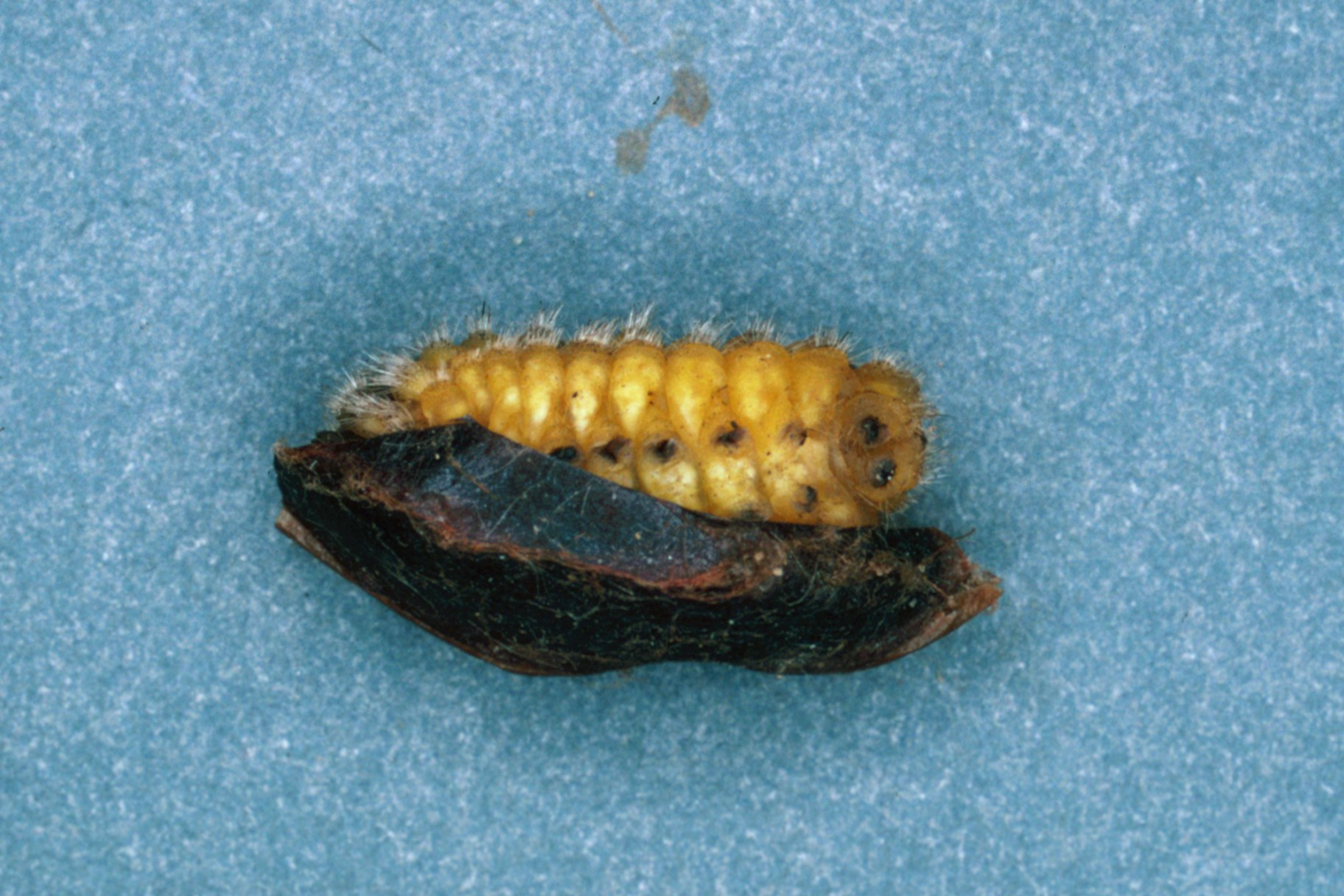
Pupa

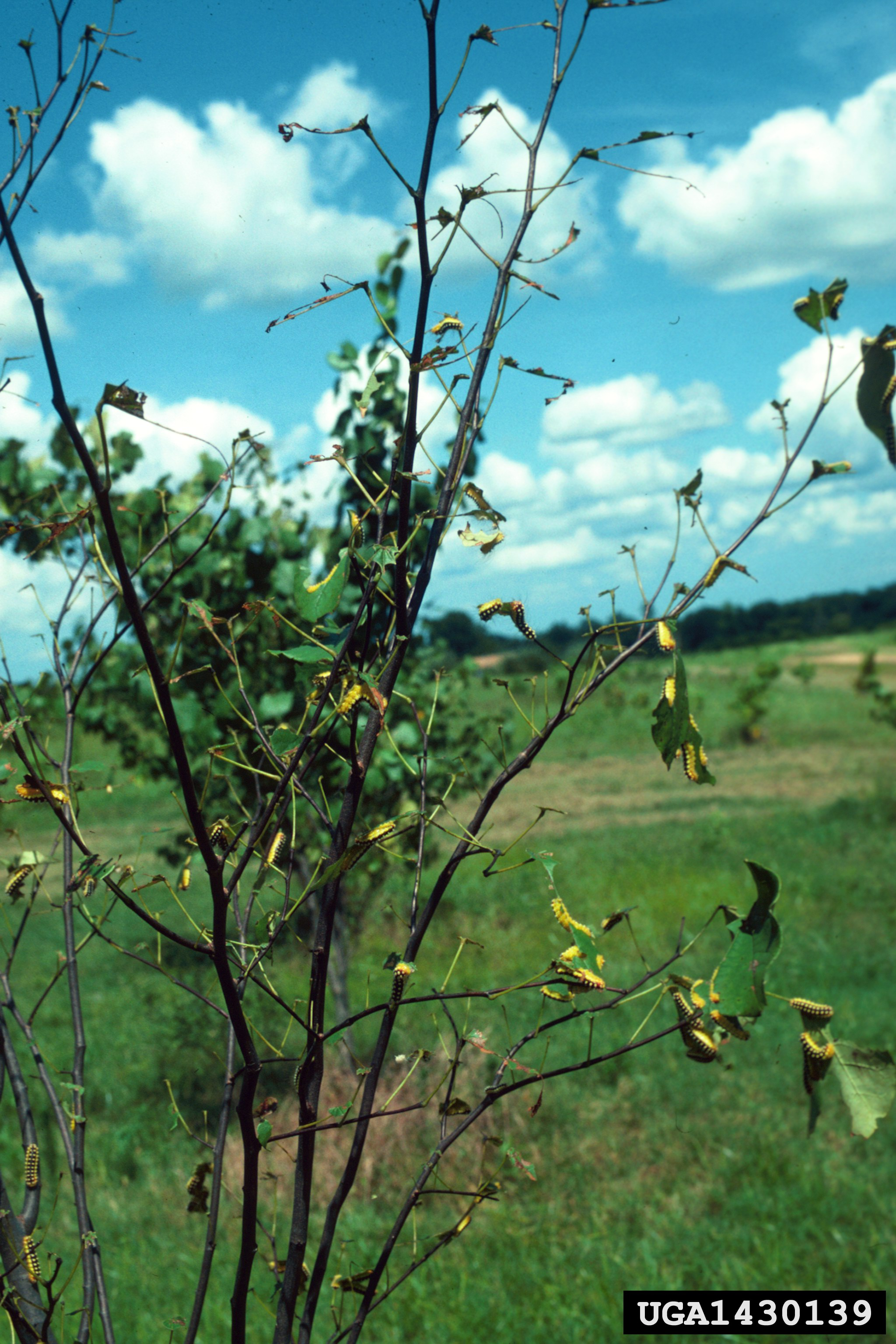
Hư hại

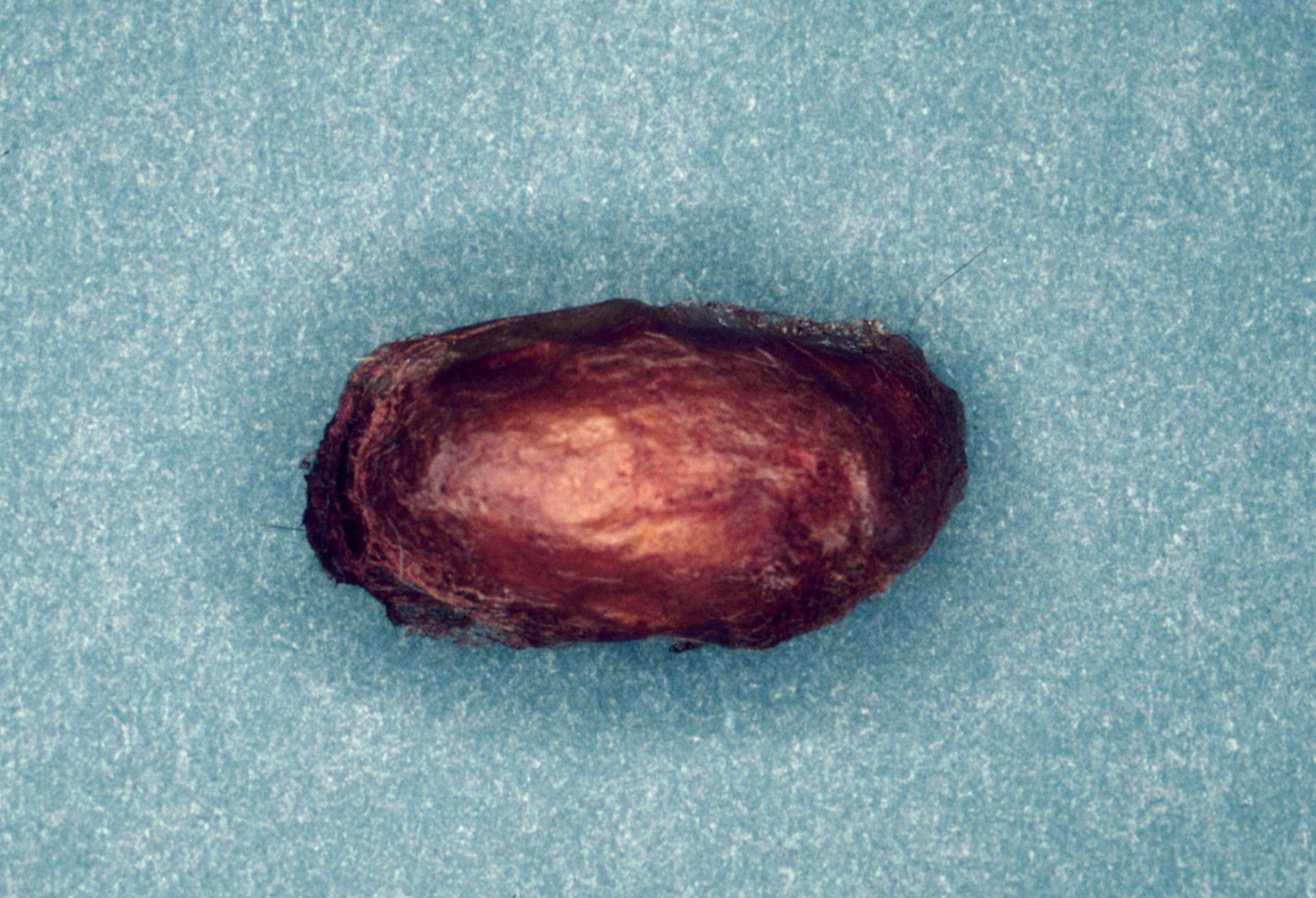
Coccoon

This wingspan is 27–33 mm. Con trưởng thành bay từ tháng 4 đến tháng 5 and từ tháng 7 đến tháng 10. There are two per year in the north, likely more in south.
Ấu trùng ăn Hackberry and Redbud.